# キリグニア
「キリグニア」は、CYNHNの楽曲。10枚目のシングルとして2022年8月31日に発売された。発売元はI BLUE。

## 概要
CYNHNの10th シングル。新メンバーとして広瀬みのりを迎えた、新体制の5人として初の作品。
CDは2形態で、MVとメイキングを収録したDVD付きの初回限定盤と通常盤。なお両形態ともにインストは収録されている。

表題曲の「キリグニア」はほぼ全てのCYNHN楽曲を手がけるメインソングライター渡辺翔による作詞・作曲。編曲は「水生」「ごく平凡な青は、」等のeba。
振付は前作までと同様に「アンフィグラフィティ」以降で多くの振付を担当してきたΜёgpis。衣装はメンバーの月雲ねる。MV監督はほぼ全てのMVと同様に岩崎臣男。

2022年6月19日、代官山UNITで開催された5周年記念及び新メンバーお披露目ライブ『CYNHN 5th Anniversary EVENT-Blue Encount- 』にて、広瀬みのりを迎えた新体制CYNHNの1曲目としてサプライズで初披露された。
タイトルは"キリグ（Kilig）"と"ニア（near）"からなる造語で、キリグ-ニアの"ニ"にアクセントがある 。
"キリグ"はタガログ語で"お腹の中に蝶が舞っている気分。ロマンティックなことや、ステキなことが起きた時に感じる気持ち"を表す言葉。これからのキリグな未来に自然と高鳴ってしまうメンバーの姿が鏡面の世界の中に映し出されている。

カップリング曲の「ソルベ」は「夜間飛行」以来の蒼山幸子による作詞、今回が初となる奥脇達也（アカシック）による作曲。編曲は「はりぼて」「ラルゴ」等の清水哲平。振付は「夜間飛行」以来となるでんぱ組.incの藤咲彩音。

第11回 アイドル楽曲大賞2022「メジャーアイドル楽曲部門」１位。

## 制作背景
2ndアルバム『Blue Cresc.』の最後に制作された「アンサンぶる」の流れのまま進化するCYNHNの姿をテーマとして渡辺翔に依頼してできた楽曲。
MV、振付、衣装・撮影などのビジュアル制作では、楽曲のモチーフである"蝶"やアートワークのコンセプト"Prism"を通してCYNHNの明るい未来への道を感じさせること、そして今までよりも肩の力を抜いて余裕を感じさせるメンバーの表情を見せることを意識して制作された。

綾瀬志希はこの曲の印象について、"目の覚める色とかこれまでにない表現が入った歌詞が印象的。これまでは淡い感じの色を表現することが多かったので、違う色合いの曲に新鮮さを覚えました"としている。また月雲ねるは"「水生」を超えるかもしれないぐらい好きな曲"と評する一方で、メンバーは曲を出すたびに難易度が上がっていることを感じており、百瀬怜は最初に聞いたときに"これはヤバい"と思うほど難しかったと回顧している。

### 参加ミュージシャン
- eba： ギター、プログラミング、編曲
- 二家本亮介： ベース
- 佐藤丞： ドラム

## 評価
出嶌孝次はbounce誌の連載で"5人体制で初音源となる「キリグニア」を聴けば、早くも新しいバランスがCYNHNという空間の中で違和感なく形成されていることに驚かされます。「水生」「ごく平凡な青は、」と同じ詞曲：渡辺翔、編曲：ebaの組み合わせならではのエッジーな手捌きも洗練され、声質の重ならない5人の歌が引き立て合って疾走感を伴った新しい色を描いています"と評している。

## シングル収録内容
初回限定盤（TECI-907）、通常盤（TECI-908）の2種リリースで、初回限定盤には「キリグニア」のMusic Video & メイキングを収録したDVDが同梱されている。

### 初回限定盤
| #         | タイトル                 | 作詞      | 作曲      | 編曲      | 時間  |
| --------- | ------------------------ | --------- | --------- | --------- | ----- |
| 1.        | 「キリグニア」           | 渡辺翔    | 渡辺翔    | eba       | 3:43  |
| 2.        | 「ソルベ」               | 蒼山幸子  | 奥脇達也  | 清水哲平  | 2:56  |
| 3.        | 「キリグニア Inst Ver.」 | 渡辺翔    | 渡辺翔    | eba       | 3:43  |
| 4.        | 「ソルベ Inst Ver.」     | 蒼山幸子  | 奥脇達也  | 清水哲平  | 2:56  |
| 合計時間: | 合計時間:                | 合計時間: | 合計時間: | 合計時間: | 13:18 |

| #  | タイトル                    | 作詞 | 作曲・編曲 |
| -- | --------------------------- | ---- | ---------- |
| 1. | 「キリグニア Music Video」  |      |            |
| 2. | 「キリグニア MVメイキング」 |      |            |

### 通常盤
| #         | タイトル                 | 作詞      | 作曲      | 編曲      | 時間  |
| --------- | ------------------------ | --------- | --------- | --------- | ----- |
| 1.        | 「キリグニア」           | 渡辺翔    | 渡辺翔    | eba       | 3:43  |
| 2.        | 「ソルベ」               | 蒼山幸子  | 奥脇達也  | 清水哲平  | 2:56  |
| 3.        | 「キリグニア Inst Ver.」 | 渡辺翔    | 渡辺翔    | eba       | 3:43  |
| 4.        | 「ソルベ Inst Ver.」     | 蒼山幸子  | 奥脇達也  | 清水哲平  | 2:56  |
| 合計時間: | 合計時間:                | 合計時間: | 合計時間: | 合計時間: | 13:18 |